# Mohamed Salem
Mohamed Salem (24. května 1940 Oran - 4. května 2008 Belfort) byl alžírský fotbalista, útočník. 

## Fotbalová kariéra
Ve francouzské Ligue 1 hrál za CS Sedan, nastoupil ve 237 ligových utkáních a dal 82 gólů. V belgické lize hrál za Royal Daring Club Molenbeek. Ve Veletržním poháru nastoupil ve 4 utkáních. Za reprezentaci Alžírska nastoupil v letech 1963-1968. 

## Ligová bilance
| Ročník                     | Zápasy | Góly | Klub                         |
| -------------------------- | ------ | ---- | ---------------------------- |
| Ligue 1 1960/1961          | 27     | 16   | Union Athlétique Sedan-Torcy |
| Ligue 1 1961/1962          | 12     | 3    | Union Athlétique Sedan-Torcy |
| Ligue 1 1962/1963          | 32     | 21   | Union Athlétique Sedan-Torcy |
| Ligue 1 1963/1964          | 32     | 18   | Union Athlétique Sedan-Torcy |
| 1. belgická liga 1964/1965 | 16     | 7    | Royal Daring Club Molenbeek  |
| 1. belgická liga 1965/1966 | 28     | 6    | Royal Daring Club Molenbeek  |
| 1. belgická liga 1966/1967 | -      | -    | Royal Daring Club Molenbeek  |
| Ligue 1 1967/1968          | 30     | 14   | Racing Paris-Sedan           |
| Ligue 1 1968/1969          | 34     | 5    | Racing Paris-Sedan           |
| Ligue 1 1969/1970          | 34     | 2    | CS Sedan                     |
| Ligue 1 1970/1971          | 36     | 3    | CS Sedan                     |
| Ligue 2 1970/1971          | 18     | 11   | CS Sedan                     |
| CELKEM Ligue 1             | 237    | 82   |                              |
| CELKEM 1. belgická liga    | -      | -    |                              |